# Zé Mário
José Mário de Almeida Barros, plus connu comme Zé Mário, né le 1er février 1949 à Rio de Janeiro, est un footballeur brésilien reconverti entraîneur.

## Biographie
Zé Mario réalise une carrière de joueur dans les meilleurs clubs de Rio : révélé au Bonsucesso FC (en), il joue de 1971 à 1974 au CR Flamengo, en 1975 à Fluminense puis de 1976 à 1979 au CR Vasco da Gama. Pendant ces années il remporte à quatre reprises le championnat Carioca (1972, 1974, 1975, 1977), ainsi que la Coupe Guanabara (1972, 1973, 1975, 1977). Il termine sa carrière de joueur, de 1980 à 1982, à Portuguesa, un club de São Paulo.
Dès sa retraite sportive il se lance dans la carrière d'entraîneur. Il débute sur le banc de Botafogo FR en 1982-1983 puis connait de nombreuses expériences dans différents clubs du pays. Avec Goiás EC, il remporte le Championnat du Goiás en 1987, son premier trophée. Après une première pige auprès de la Fédération d'Irak de football en 1986, Zé Mário alterne les contrats au Brésil et en Moyen-Orient, à Al Ain (ÉAU), Al-Arabi (Qatar), Al Riyad (Arabie saoudite) où il remporte la Coupe d'Arabie saoudite (la « Coupe du Prince »). En 1995-1996, il est le sélectionneur de l'équipe d'Arabie saoudite de football, puis en 1998 de l'équipe du Qatar.
En 1998 et 1999, il découvre un nouveau pays en prenant en charge Kashima Antlers, avec lequel il remporte le championnat du Japon. En 2004, il remporte avec Al-Shabab Riyad le Championnat d'Arabie saoudite. En 2007, il remporte le doublé Coupe-Championnat des Émirats arabes avec Al Wasl Dubaï,.